# 宮内恒雄
宮内 恒雄（みやうち つねお、1948年2月23日 - ）は、日本の男性フリーアナウンサー、司会者、キャスター、リポーター。
東京都出身。圭三プロダクション所属。
主に結婚式・式典司会、ナレーション等で活躍する。

## 出演番組
- 天才てれびくんMAX「おしかけ歌謡ショー」（2009年 - 2010年、NHK教育テレビジョン）おしかけ案内人 役
- アジアWHO'S WHO（NHK衛星第1放送）ナレーション
- ご存知ですか奥様（日本テレビ放送網）キャスター
- 日本レコード大賞（TBSテレビ）リポーター
- モーニングEye（TBSテレビ）ナレーション
- 3時にあいましょう「尾行大作戦」（TBSテレビ）リポーター
- 料理の窓（フジテレビ）
- おはようテレビ朝日「やじうま新聞コーナー」（テレビ朝日）
- 熱闘!スポーツクイズ（テレビ東京）ナレーション
- 快進撃カンパニー（テレビ東京）リポーター
- ドキドキTXN情報（テレビ東京）キャスター
- タイムアイ（テレビ東京）キャスター
- 1200万円お年玉クイズ（テレビ東京）キャスター
- ベストフィッシング（テレビ東京）リポーター、ナレーション
- 花のパ・リーグ情報（テレビ東京）キャスター
- YOKOHAMAベイサイドスタジオ（テレビ神奈川）キャスター
- 合格へのパスポート（テレビ神奈川）キャスター
- 横浜みなと祭り（テレビ神奈川）キャスター
- 横濱TV（テレビ神奈川）キャスター
- どうする日本　千葉から世直し（千葉テレビ放送）司会
- やっぱり みなと ぐぐっとGood（みなとCATV）司会
- 今週のビジネスチャンス（e-BC.tv）キャスター
- はまっこアイ（J:COM横浜）司会
- Hometown横浜（J:COM横浜）司会
- 横浜夢未来（J:COM横浜）ナレーション
- HometownYokoYoko（J:COM横浜）司会
- HometownWeekend（J:COM横浜）司会
- いきいき人生塾 〜すばらしきセカンドライフ（J:COMチャンネル）司会
- 夕なび 湘南〜横浜（J:COM湘南）司会
- 通信倶楽部テレビショッピング（民放各局）司会
- プライムテレビショッピング（民放各局）司会
- 富豪刑事デラックス（テレビ朝日）懇親会司会者 役

## 式典
- 東京都主催 天皇陛下即位祝賀記念式典司会
- 東京都主催 東京都政50周年記念式典天皇・皇后臨席 司会